# Pasirhuni (Ciawi)
Pasirhuni is een bestuurslaag in het regentschap Tasikmalaya van de provincie West-Java, Indonesië. Pasirhuni telt 5651 inwoners (volkstelling 2010).